# Liste der Kulturdenkmale in Leudelingen
In der Liste der Kulturdenkmale in Leudelingen sind alle Kulturdenkmale der luxemburgischen Gemeinde Leudelingen aufgeführt (Stand: 22. September 2022).
| Bild                      | Bezeichnung               | Lage                       | Beschreibung | Stufe | Eingetragen seit  |
| ------------------------- | ------------------------- | -------------------------- | ------------ | ----- | ----------------- |
| Wohnhaus eines Bauernhofs | Wohnhaus eines Bauernhofs | 9, rue de Cessange (Karte) |              | IS    | 11. Dezember 2015 |

Legende: PCN – Immeubles et objets bénéficiant des effets de classement comme patrimoine culturel national; IS – Immeubles et objets inscrits à l’inventaire supplémentaire

## Quelle
- Liste des immeubles et objets beneficiant d’une protection nationales, Nationales Institut für das gebaute Erbe, Fassung vom 12. September 2022, S. 69 (PDF)

- Karte mit allen Koordinaten:
- OSM |
- WikiMap